# ناتاليا جايتان
ناتاليا جايتان (بالإسبانية: Natalia Gaitán) (3 أبريل 1991 ببوغوتا في كولومبيا - ) هي لاعبة كرة قدم كولومبية في مركز الدفاع، شاركت في الألعاب الأولمبية الصيفية 2016 والألعاب الأولمبية الصيفية 2012. وشاركت مع منتخب كولومبيا تحت 17 سنة للسيدات لكرة القدم ‏ ومنتخب كولومبيا تحت 20 سنة للسيدات لكرة القدم ‏ ومنتخب كولومبيا لكرة القدم للسيدات. أما مع النوادي، فقد لعبت مع Valencia CF Femenino ‏.

## وصلات خارجية
- ناتاليا جايتان على موقع الاتحاد الدولي (مؤرشف)  (الإنجليزية)
- ناتاليا جايتان على موقع الاتحاد الأوربي (الإنجليزية)
- ناتاليا جايتان على موقع قاعدة بيانات كرة القدم.إي يو (الإنجليزية)
- ناتاليا جايتان على موقع Soccerway.com (الإنجليزية)
- ناتاليا جايتان على موقع أوليمبيديا (الإنجليزية)